# Joyce K. Reynolds
Joyce K. Reynolds (m. 28 de dezembro de  2015) foi uma cientista da computação norte-americana e uma das pioneiras da Internet.
Era bacharel e mestre pela Universidade do Sul da Califórnia, Estados Unidos. Ativa no desenvolvimento dos protocolos subjacentes à Internet.em particular, foi autora ou co-autora de muitos RFCs principalmente daqueles que introduziram e especificaram os protocolos Telnet, FTP, e POP.
Joyce Reynolds fez parte da equipe editorial da  série Request For Comments  (1987 - 2006) e também executou a função IANA com Jon Postel até que esta foi transferida para a ICANN, onde também trabalhou  nessa função até 2001, mantendo-se como funcionária do ISI.
Como Diretora da Área de Serviços ao Usuário, ela foi membro do Internet Engineering Steering Group da IETF, entre 1990 e  março de 1998.
Com  Bob Braden, Joyce Reynolds  recebeu, em 2006, o Postel Award, em reconhecimento dos serviços prestados à Internet.
Ela é mencionada, juntamente com uma breve biografia, no RFC 1336, Who's Who in the Internet (1992).
Joyce Reynolds morreu no dia 28 de dezembro de 2015, em decorrência de complicações de um câncer. 